# Ókeaniszok
Az ókeaniszok a görög és római mitológiában Ókeanosz és Téthüsz háromezer leánya. Nimfák, elsősorban a „külső tengerek” lakói és gondozói, de a mondavilág néhol források, folyók, tavak, virágok és felhők patrónusaiként is említi néhányukat.

## Ókeaniszok listája
Ókeanosznak a görög mitológia szerint 3000 leánya volt. Ezek közül a jelentősebbek:
Admété
Adraszteia
Aithné
Aithra
Akaszté
Amaltheia
Amphiró
Amphitrité – tergeristennő
Argeia
Aszia – az ázsiai térség nimfája
Aszterodeia
Aszteropé
Beroé
Dióné
Dódóné
Dórisz – a "tiszta víz" megszemélyesítője, Néreusz tengeristen felesége
Eudóra
Élektra
Ephüra
Enipeusz
Eudóré
Európé
Eurünomé
Hészioné
Hesztüaia
Ianeira
Ianthé – a lila esőfelhők, vagy a lila virágok gondozója
Idé
Idüia
Kallirhoé
Kalüpszó
Kamarina
Kapheira
Kerkeisz
Khrüszéisz
Kétó
Klütia (Klütié)
Klümené – Prométheusz anyja
Korüphé
Kszanthé
Leukippé
Libüé
Lürisz
Lüszithea
Melia (Apollón felesége)
Melia (Inakhosz felesége)
Meliboia
Melité
Méloboszisz
Menippé
Métisz
Meropé
Ókürroé
Pasziphaé
Peithó
Periboia
Perszé
Petraia
Philüra
Pléioné- Atlasztól született lányai a pleiaszok, az esőfelhők gondozója
Plekszaura
Plutó, a jólét
Polüdóré
Polüphé
Polükszó
Rodeia
Rodopé
Rodosz
a szirének
Sztüx – a Sztüx folyó patrónusa, amely kilencszer kerüli meg Hadészt, az Alvilágot.
Telesztó
Thoé
Tükhé (ókeanisz)
Urania
Zeukszó